# 眠月小檗
眠月小檗（学名：Berberis mingetsuensis）为小檗科小檗屬下的一个种。

## 扩展阅读
- 維基物種上的相關：眠月小檗